# Ron Geesin
Ron Geesin (ur. 17 grudnia 1943 w Stevenson, Ayrshire w Szkocji) – brytyjski pianista i kompozytor awangardowy znany z nietypowych kompozycji i nowatorskiego podejścia do dźwięku. Najbardziej znany jako współautor suity Atom Heart Mother zespołu Pink Floyd. 
Geesin współpracował już wcześniej z basistą zespołu Rogerem Watersem przy tworzeniu ścieżki dźwiękowej do filmu The Body. Po wydaniu swojego pierwszego solowego albumu A Raise of Eyebrows w 1967 Geesin uruchomił własną, jednoosobową wytwórnię płytową - Headscope, w której wydawał swoje albumy. Geesin zainteresowany był wykorzystaniem dźwięków pozamuzycznych i instalacji wideo. W 1970 był producentem oprawy dźwiękowej brytyjskiego pawilonu na Wystawie światowej w Osace.

## Dyskografia
- A Raise of Eyebrows (1967)
- Music from The Body (1969)
- The Body (1970)
- Patruns (1975)
- As He Stands (1979)
- Electrosound (1979)
- Right Through (1979)
- Funny Frown (1991)
- Bluefuse (1993)